# Чайсонгхрам
Чайсонгхрам (тай. ไชยสงคราม; д/н — 1325) — 2-й володар держави Ланна у 1311—1325 роках. Ім'я перекладається з північнотайської мови як «Переможець у війні».

## Життєпис
Син володаря Менграя. Посів трон 1311 року після раптової смерті батька. Пробув у столиці Чіангмай лише 4 місяці, перебравшись до міста Чіанграй. В Чіангмаї залишив свого сина Сенпху намісником в Чіангмаї.
Втім Сенпху 1319 року стикнувся з повстаннями своїх родичів. Спочатку Чіангмай захопив стрийко Кхруа, що прибув з Муанг Най (сучасного Моне). Проте того 1322 року вигнав інший брат Намтуамом, якого підтримав Тхао Кхамденг, син Нгам Муанга, правителя Пхаяо.
В свою чергу Чайсонгхрам віддав свою доньку Каеофоту за дружину сину Кхамденга, Кхамлуе, щоб розірвати союз того з Намтуамом. За цим останнього було вигнано з Чіангмаю й відправлено до Чіангтунга, а Сенпху був відновлений на посаді намісника Чіангмая. З того часу для всіх правителів Лан На було надзвичайно важливо керувати містом Чіангмай.
Помер Чайсонгхрам 1325 року. Йому спадкував Сенпху.